# Cogollos Vega
Cogollos Vega és un municipi situat en el límit septentrional de la Vega de Granada (província de Granada). Aquesta localitat limita amb els municipis de Deifontes, Iznalloz, Huétor Santillán, Nívar, Güevéjar, Calicasas i Albolote.